# Pilobolus lentiger
Pilobolus lentiger är en svampart. Pilobolus lentiger ingår i släktet slungmögel och familjen Pilobolaceae.

## Underarter
Arten delas in i följande underarter:
- minutus
- lentiger